# Масаленго-Мота Вигана (Лоди)
Масаленго-Мота Вигана је насеље у Италији у округу Лоди, региону Ломбардија.
Према процени из 2011. у насељу је живело 4004 становника. Насеље се налази на надморској висини од 75 м.